# Sericostoma
- Commons
- Wikispecies

Sericostoma é um gênero de plantas pertencente à família Boraginaceae.